# 小行星6551
小行星6551（英語：6551）是一颗围绕太阳公转的小行星。1988年12月5日，小島卓雄在千代田发现了此天体。
这颗小行星的绝对星等为254.6205295668132等。